# کانان جاروس
کانان جاروس (به انگلیسی: Kanan Jarrus)، یک شخصیت خیالی در مجموعهٔ اپرای فضایی حماسی جنگ ستارگان است که توسط پرینز جونیور صداگذاری می‌شود. او، در سیاره کوروسانت با نام کِیلِب دووم به دنیا آمد، اما بعد از پاکسازی جدای(Jedi)، نام خود را به کانان جاروس تغییر داد.
در دنیای جنگ ستارگان، کنان یک جدی پاداوان است که پس از اینکه استادش، دپا بیلابا، خود را برای نجات او فدا کرد، از پاکسازی بزرگ جدی جان سالم به در برد. از آن زمان به بعد، کانان بیشتر عمر خود را در فرار زندگی کرد و از امپراتوری کهکشانی پنهان شد، قبل از اینکه در نهایت با هرا سیندولا ملاقات کرد و به عنوان رهبر واقعی آن به خدمه گوست بپیوندد. اگرچه او در ابتدا توانایی‌های نیروی خود را از رفقای خود پنهان نگه می‌دارد، اما پس از ملاقات با ازرا بریجر که آموزش هنرهای جدای را آغاز می‌کند، دوباره نقش جدای خود را پذیرا می‌شود و در عین حال تلاش می‌کند تا آموزش‌های خود را تکمیل کند و شوالیه جدای شود. بعداً، کنان و خدمه‌اش به اتحاد شورشی می‌پیوندند تا به آنها در مبارزه با امپراتوری کمک کنند. در حالی که کانان در نهایت خود را قربانی می‌کند تا دوستانش را نجات دهد، میراث او از طریق خاطرات آنها از او و همچنین پسر او و هرا، جاسن سندولا، زنده می‌ماند

## حضور
- جنگ ستارگان: جنگ‌های کلون(۲۰۰۸–۲۰۲۰)

در نقش یک پاداوان جدای که با استادش، دپا بیلابای بزرگ تعلیم می‌بیند. او، از معدود کسانی است که از پاکسازی جدای‌ها فرار کرد.
- جنگ ستارگان: شورشیان (۲۰۱۴–۲۰۱۸)

شوالیهٔ جدای و عضو ائتلاف شورشیان است. او، قاتل مفتش بزرگ بود و همچنین، نبردهایی با دارث ویدر نیز داشت.
- جنگ ستارگان: خیزش اسکای واکر (۲۰۱۹)

در نقش صدایی که ری را یاری می‌کند تا پدربزرگش (پالپاتین) را از بین ببرد.

## مفهوم
دیو فیلونی، تهیه‌کننده اجرایی، این شخصیت را یک "جدای گاوچران" توصیف می‌کند. ناظر انیمیشن کیث کلوگ گفت: "او جدی است، اما به معنای سنتی که قبلاً در نمایش داشتیم، جدی نیست. او در اطراف لبه‌ها کمی خشن‌تر است. او شمشیر نوری خود را قفل کرده‌است، بنابراین این کار را نکرده‌است. پس از کور شدن، کانان با شخصیت افسانه‌های جنگ ستارگان، رام کوتا از جنگ ستارگان: نیروی آزاد شده، جدای نابینا دیگری مقایسه شده‌است، که باعث شد پابلو هیدالگو از گروه داستانی لوکاس فیلم در توییتر بگوید. فیلونی کنان را با گندالف از ارباب حلقه‌ها مقایسه کرد. نام این شخصیت از جاده ای در مالیبو، کالیفرنیا به نام «جاده کانان دوم» الهام گرفته شده‌است.
قبل از تست بازیگری، پرینز از این که قرار است برای سریال جنگ ستارگان تست بزند، بی اطلاع بود. او بلافاصله قبل از آن در پارکینگ استودیو از این موضوع مطلع شد، زمانی که یک «صداخانه افسانه ای» ناشناس به او اطلاع داد که او واقعاً برای چه چیزی تست بازیگری می‌دهد. اگرچه دیزنی در ابتدا نمی‌خواست پرینز در این نقش باشد، فیلونی مخالفت کرد. پرینز در همان روز به‌طور رسمی استخدام شد.
در طول توسعه فصل دوم، ابتدا قرار بود این شخصیت توسط ماول در قسمت "گرگ و میش شاگرد" کشته شود. با این حال، دیزنی با این ایده مخالفت کرد، زیرا آنها فکر می‌کردند که این شخصیت باید در "هر قسمت" سریال باشد. فیلونی در رابطه با مرگ نهایی این شخصیت در قسمت "شب جدی" از فصل چهارم جنگ ستارگان شورشیان، احساس کرد که این پایانی طبیعی برای کنان است که قول می‌دهد قبل از نابینا شدن هرا را دوباره ببیند و گفت: "در آن لحظه او دیگر نیست. مقید به این چیز مادی است که جسمانی بودن بینایی برای او محدودیت خواهد بود». فیلونی در حین طراحی استوری‌بوردهای مرگ کنان، تمایلی به کشتن این شخصیت نداشت، اما پرینز که از ابتدای سریال «مصمم به این واقعیت بود که شخصیتش باید بمیرد»، او را تشویق کرد که صحنه را بنویسد.